# Monastero delle Camaldolesi
Il monastero delle Camaldolesi, detto della Santissima Annunziata, è un edificio sacro che si trova in via Morandini 44, a Poppi, in provincia di Arezzo.

## Storia e descrizione
All'interno del piccolo cortile del monastero, costruito tra il 1563 e il 1565 per le monache agostiniane, ma oggi abitato dalle camaldolesi, si trova la Chiesa della Santissima Annunziata, il cui portale è sormontato da una lunetta che custodisce una terracotta invetriata bianca raffigurante la Pietà (1510-1520), attribuita alla bottega di Benedetto Buglioni.
L'interno, a navata unica con pianta a croce latina e tiburio, presenta una copertura con volte a crociera ed archi a tutto sesto. Nell'altare sinistro del transetto è collocato il Presepe in terracotta invetriata policroma di Buglioni. Nella chiesa si trovano anche alcune opere di Francesco Morandini, detto il Poppi: l'Annunciazione, documentata al 1596, e le due tavole con Sant'Agostino Vescovo e San Gregorio Papa, anch'esse collocabili nell'ultimo decennio del Cinquecento.
All'altare maggiore è un Crocifisso ligneo di Taddeo Curradi, scolpito nel 1577 per la locale Compagnia di Santo Spirito, la prima opera documentata dello scultore, in cui è evidente una vicinanza ad esempi del Giiambologna, nella corporatura esile della figura, ma anche nell'avvitamento di essa, in questo caso quasi fino alla contorsione.
All'interno del convento, nella clausura, è conservata una tela attribuita a Jacopo Ligozzi raffigurante la Vergine col Bambino, Sant'Agostino, San Nicola da Tolentino, Santa Chiara, San Torello e il beato Simone Stoch, databile al 1603-04 circa.

## Galleria d'immagini

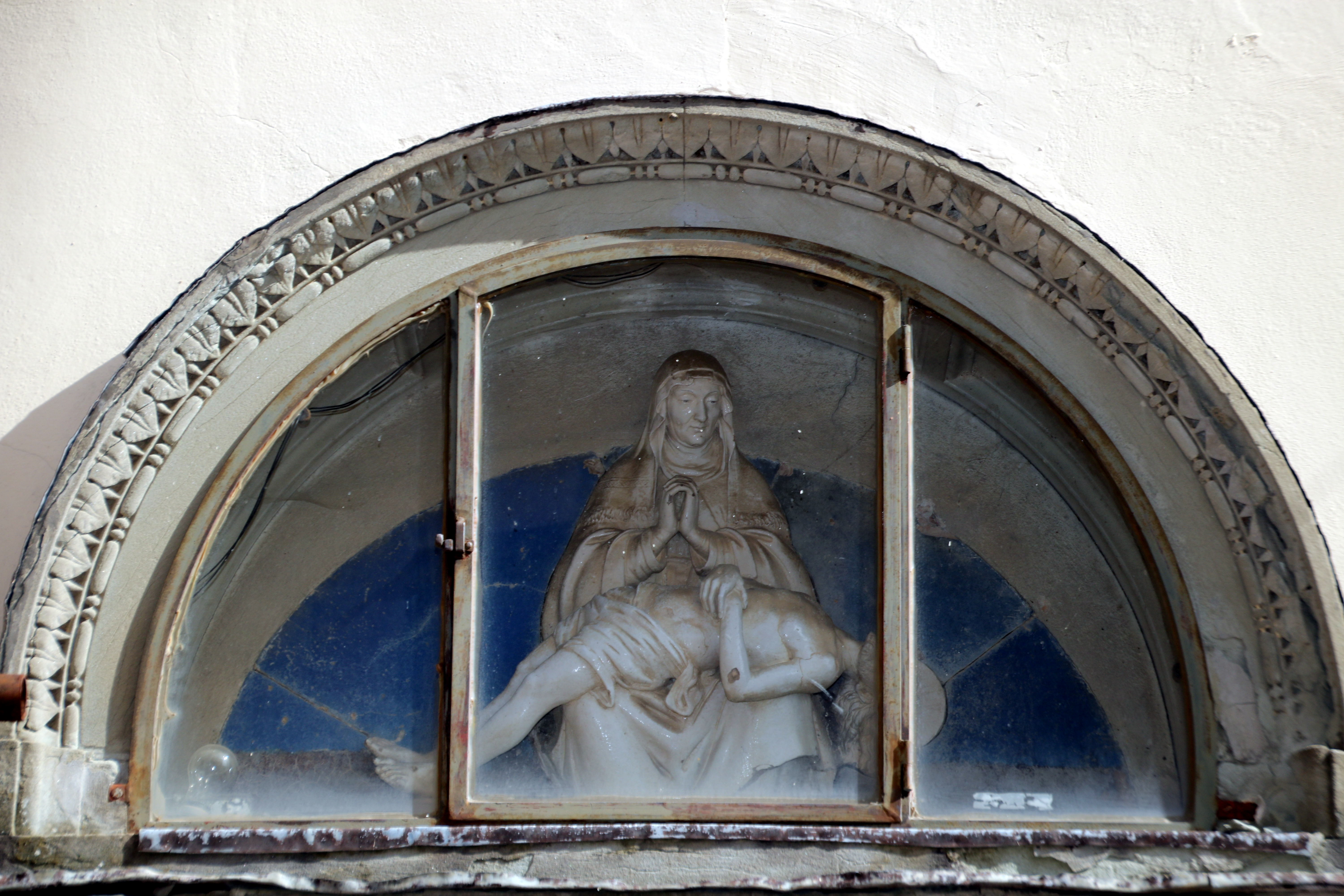
Pietà attr. alla bottega di Benedetto Buglioni
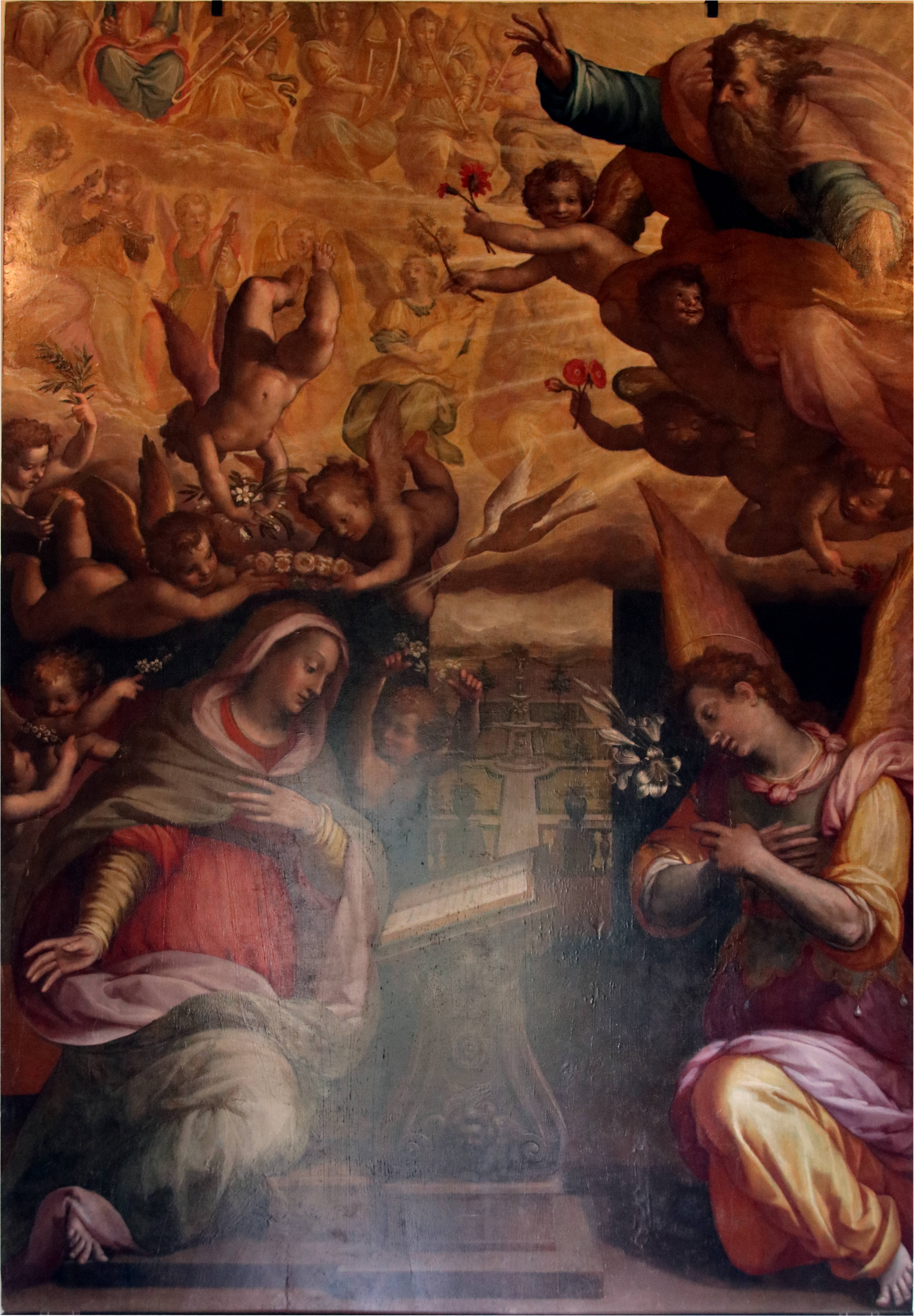
Annunciazione di "Francesco Morandini"